# Критерій істини
Крите́рій і́стини — термін епістемології, що визначає стандарти, правила й процедури, за якими можна було б судити про істинність тверджень. Критерії істини є інструментами верифікації. Розуміння критеріїв істини філософського вчення — наріжний камінь в оцінюванні цього вчення. Правила логіки не можуть самі по собі відрізнити істину від неправди. Різні філософи пропонують різні критерії істини, деякі з них очевидні, інші ж викликають суперечки.

## Первинні істини
Існують три первинні істини, які неодмінно визнаються при дослідженні знання та істини. Ці істини суть: факт нашого існування (первинний факт), принцип несуперечливості (первинний принцип) та здатність розуму довідатися правду (первинна умова). Ці істини неможливо доказати, оскільки вони внутрішньо присутні при будь-якому аналізі. Підтвердження їхньої апріорності в тому, що ніхто не може, заперечуючи ці істини, розпочати доведення, без неявної опори на них.

## Правильність
Істинним можна характеризувати твердження, виражене реченням в якому відзначається ступінь узгодження або його відсутність між принаймні двома ідеями. Аргументи доказу складаються з речень. Вони не можуть бути істинними чи неправдивими, вони можуть бути або не бути правильними. Доведення через дедукцію правильне або неправильне. Неправильний висновок може стверджувати, що щось є істинним, водночас правильний висновок може стверджувати, що щось є неправдою. Істина полягає в узгодженні певного твердження або судження з реальністю. На відміну від цього правильність — це дотримання правил логіки у доведенні висновку з початкових тверджень. На відміну від дедуктивних агрументів, індуктивні не можуть бути правильними чи неправильними. Про них можна сказати, що вони мають певну ймовірність.

## Свідчення
Деякі істини, хоча таких дуже мало, самоочевидні, як наприклад три первинні істини. Проте, загалом істини не є очевидними й потребують доказу через раціональний аналіз. Наприклад, температура кипіння води повинна бути визначена й перевірена. Авторитет ученого, який проводить такий експеримент зазвичай приймається як доказ, але при потребі експеримент можна провести повторно й підтвердити його результат. Для того, щоб мати раціональну цінність, свідчення повинні бути об'єктивними. Джонатан Доленті наводить три можливі джерела свідчень: свідчення органів чуття, свідчення раціональної думки й свідчення експерта. Доленті зазначає, що свідчення експерта потрібно приймати з обережністю, й підкреслює необхідність виклику авторитету. Він зауважує, що фахівці помиляються, а іноді навіть дають фальшиві свідчення..

## Критерії
Наведені нижче критерії належать до тих, які найчастіше використовуються філософами або звичайними людьми в повсякденному житті.

### Авторитет
Думку досвідченого, кваліфікованого фахівця можна розглядати як своєрідний доказ. Обізнаність із певною областю викликає пошану, й дозволяє назвати свідчення спеціаліста одним із критеріїв істини. Те ж можна сказати про книги й спеціальну літературу. Проте цей критерій не завжди певний — часто думки фахівців щодо того чи іншого питання можуть розбігатися.

### Систематичність
Систематичність (когерентність) означає таке пояснення, яке несуперечливо й послідовно охоплює всі факти. Для того, щоб певне твердження було систематичним, усі факти, що його стосуються, повинні бути класифіковані й упорядковані таким чином, щоб утворити ціле. Теорія, яка дає найефективніше пояснення усім відомим фактам, може вважатися істинною. Системність, як критерій істини, потенційно ефективна саме тому, що охоплює всі елементи. Основне обмеження цього критерію в неспроможності людини отримати з досвіду всі факти. Вся інформація доступна тільки абсолютно досконалому розуму. Вчений повинен приймати за істину найсистемніше пояснення, яке охополює найбільшу множину фактів.
Заперечувати систематичність як критерій істини складно, оскільки це означало б ратувати за безсистемність, що безумовно нелогічно.

### Загальний консенсус
Деякі філософські напрямки вважають істинною думку, якої притримуються всі люди — consensus gentium. Вважається, якщо всі люди у світі вірять у щось, то це неодмінно є правдою. Цей критерій має цінність, якщо мова йде про базові істини, такі як закони логіки та математики. В тому випадку, коли це тільки згода, як, наприклад, при одноголосному вирішенні питання, цінність такого критерію спірна. Колись усі люди вважали, що Земля плоска, й Сонце обертається навколо неї.

### Несуперечливість (проста)
При простій несуперечливості окремі твердження не суперечать одне одному, але не обов'язково пов'язані між собою. Недоліком такого критерію є те, що окремі факти розглядаються ізольовано, без узгодження. Однак вимога несуперечливості є необхідною умовою будь-якого доказу істини в зв'язку із законом суперечності. Цінність доказу значною мірою зумовлена здатністю об'єднати окремі факти в зв'язане ціле.

### Несуперечливість (строга)
При строгій несуперечливості істинні твердження пов'язані таким чином, що одне з них є наслідком іншого. Прикладами таких несуперечливих теорій є математична логіка. Обмеження ланцюжків пов'язаних тверджень в тому, що вони опираються на певні аксіоматичні апріорні положення. Істинність апріорних положень вимагає іншого критерію. Крім того, строга низка розмірковувань може призвести до суперечливого результату, або результату, який не охоплює всіх фактів. Філософська система може бути дуже строгою щодо тих фактів, які вона розглядає, але для визначення її істинності необхідно взяти до уваги всі можливі факти, незалежно від того, як їх розглядає будь-яка система.

### Відповідність
Проста вимога того, щоб твердження відповідало своєму об'єктові, розцінюється багатьма філософами, як найправильніший критерій істини. Наприклад, твердження, що Мадрид столиця Іспанії істинне тому, що Мадрид насправді є столицею Іспанії. Ідея, яка відповідає своєму об'єктові, справді істинна, але проблема в тому, що визначення того, що така відповідність досконала, вимагає застосування додаткових критеріїв істини. Це вказує на те, що відповідність є правильним означенням істини, але сама по собі не є хорошим критерієм істини. Для встановлення ступеню відповідності між твердженням та об'єктивною реальністю, необхідні інші критерії, що виходять за межі означення.
Згідно з "натуралістичною" філософією (О.М.Костенко) критерієм істини є відповідність ідеї законам Матері-Природи: усе, що відповідає цим законам є істинним, а що не відповідає їм - неістинне.

### Звичай
Багато людей свідомо, або несвідомо, аналізують істинність чи хибність, виходячи зі звичаїв. Вважається, що освячене звичаєм допоможе запобігти помилці. Особливо це стосується питань моралі. Як говориться в прислів'ї: в чужий монастир із своїм статутом не ходять. Люди притримуються звичаїв, використовують в розмовах місцеві говірки, одягаються так як інші тощо. Звичай не вважається серйозним чи строго правильним критерієм істини. Звичні забобони часто не відповідають дійсності.

### Емоції
Люди часто дозволяють почуттям впливати свої судження, іноді навіть всупереч свідченням на користь протилежного, а іноді навіть не намагаючись зібрати факти. В таких випадках вони дозволяють емоціям виступати критерієм істини. Більшість визнає, що емоції й почуття не можуть адекватно виконувати таку функцію. Досвідчений бізнесмен, приймаючи рішення про капіталовкладення. відкине свої симпатії чи антипатії. Аналогічно вчинить і науковець, відкидаючи суб'єктивні судження при оцінці знань.

### Інтуїція
Інтуїція дає людині щось, що приймається за істину, хоча джерело інформації чи знання невідоме. Це судження без раціонального вивчення фактів. Люди часто мають інтуїтивні ідеї, істинність яких згодом підтверджується. До науковців теж часто іноді приходять правильні теорії та припущення тоді, коли вони роблять щось зовсім стороннє. Але інтуїція в найкращому разі може тільки постачати правильні думки, не будучи критерієм їхньої правильності. Для підтвердження справедливості інтуїтивних здогадок необхідно застосовувати інші критерії.

### Практика
Прагматизм стверджує, що ідея істинна, якщо вона працює. Як наслідок, для визначення істинності, необхідно провести аналіз результатів. Сенс та правильність ідеї визначається при її застосуванні. Наприклад, ефективність дії пеніциліну можна визначити, ввівши його пацієнту. Хоча практика вважається цінним критерієм, використовувати її потрібно з обережністю з огляду на можливі випадкові підтвердження хибних ідей. Якщо лікар приписав пацієнту певні ліки, й пацієнт одужав, висновок про ефективність ліків надто поспішний, бо плацебо могло б спрацювати так само. Однак практика цінний критерій істини, особливо у негативному формулюванні: «що не працює, не може бути істинним». Вільям Ернест Гокінг назвав такий підхід негативним прагматизмом.
Ідею прагматиків про практику як критерій істини підтримав Ленін у «Матеріалізмі й емпіріокритицизмі», таким чином практика визнається головним критерієм істини в марксизмі-ленінізмі.

## Виноски
1. 1 2  Dolhenty, Jonathan. Part Thirteen:The Criterion of Truth. The Problem of Knowledge: A brief introduction to epistemology. Архів оригіналу за 9 серпня 2010. Процитовано 31 жовтня 2007.
2. ↑  Sahakian & Sahakian, Ideas, pp. 8—9.
3. ↑  Sahakian & Sahakian, Ideas, p. 8.
4. ↑  Sahakian & Sahakian, Ideas, p. 4.
5. ↑  Sahakian & Sahakian, Ideas, p. 5.
6. ↑  Sahakian & Sahakian, Ideas, p. 9.